# Shangqiu
Shangqiu (商丘市) ist eine bezirksfreie Stadt in der chinesischen Provinz Henan. Sie hat eine Gesamtfläche von 10.704 km² und 7.816.831 Einwohner (Stand: Zensus 2020). In dem eigentlichen städtischen Siedlungsgebiet von Shangqiu leben 931.300 Menschen (Stand: Ende 2018). Shangqiu war die erste Hauptstadt der Shang-Dynastie. 

## Administrative Gliederung
Auf Kreisebene setzt sich Shangqiu aus zwei Stadtbezirken, einer kreisfreien Stadt und sechs Kreisen zusammen. Diese sind (Stand: Ende 2018):
- Stadtbezirk Liangyuan (梁园区), 771 km², 967.400 Einwohner, Zentrum, Sitz der Stadtregierung;
- Stadtbezirk Suiyang (睢阳区), 926 km², 860.400 Einwohner;
- Stadt Yongcheng (永城市), 1.994 km², 1.238.800 Einwohner;
- Kreis Yucheng (虞城县), 1.558 km², 826.500 Einwohner, Hauptort: Großgemeinde Chengguan (城关镇);
- Kreis Minquan (民权县), 1.222 km², 704.700 Einwohner, Hauptort: Großgemeinde Chengguan (城关镇);
- Kreis Ningling (宁陵县), 786 km², 508.800 Einwohner, Hauptort: Großgemeinde Chengguan (城关镇);
- Kreis Sui (睢县), 924 km², 668.500 Einwohner, Hauptort: Großgemeinde Chengguan (城关镇);
- Kreis Xiayi (夏邑县), 1.481 km², 865.100 Einwohner, Hauptort: Großgemeinde Chengguan (城关镇);
- Kreis Zhecheng (柘城县), 1.042 km², 685.100 Einwohner, Hauptort: Großgemeinde Chengguan (城关镇).

## Verkehr
Die Longhai-Bahn und die Schnellfahrstrecke Xuzhou–Lanzhou verbinden Shangqiu mit Lanzhou und Lianyungang.

## Religion
Heute ist die Stadt Sitz einer römisch-katholischen Diözese.

## Söhne und Töchter
- Xiaolan Huangpu (* 1958), Tuschemaler und Hochschullehrer